# Jajang Mulyana
Jajang Mulyana (sinh ngày 23 tháng 10 năm 1988 ở Jatinangor) là một cầu thủ bóng đá người Indonesia. Anh thi đấu ở Indonesia cho Bhayangkara F.C.. Anh khởi đầu sự nghiệp với Persib Bandung sau đó ký hợp đồng với Pelita Jaya. Vị trí ban đầu của anh là tiền đạo, anh cao, có sức mạnh và tốt độ tốt. Vì thể lực tốt, nên thỉnh thoảng huấn luyện viên Mitra Kukar sử dụng anh ở vị trí hậu vệ trong một số trận.

## Boavista SC
Đầu mùa giải 2008-09 anh gia nhập Boavista ở Brasil theo dạng cho mượn 1 năm để tích lũy kinh nghiệm.

## Sự nghiệp quốc tế
Năm 2007, Jajang đại diện cho U-23 Indonesia, ở Đại hội Thể thao Đông Nam Á 2007.

## Danh hiệu

### Câu lạc bộ
Bhayangkara
- Liga 1: 2017